# Polygala ganguelensis
Polygala ganguelensis är en jungfrulinsväxtart som beskrevs av Arthur Wallis Exell och Mendonca. Polygala ganguelensis ingår i släktet jungfrulinssläktet, och familjen jungfrulinsväxter. Inga underarter finns listade i Catalogue of Life.